# Torreón de Lozoya
 (février 2023).

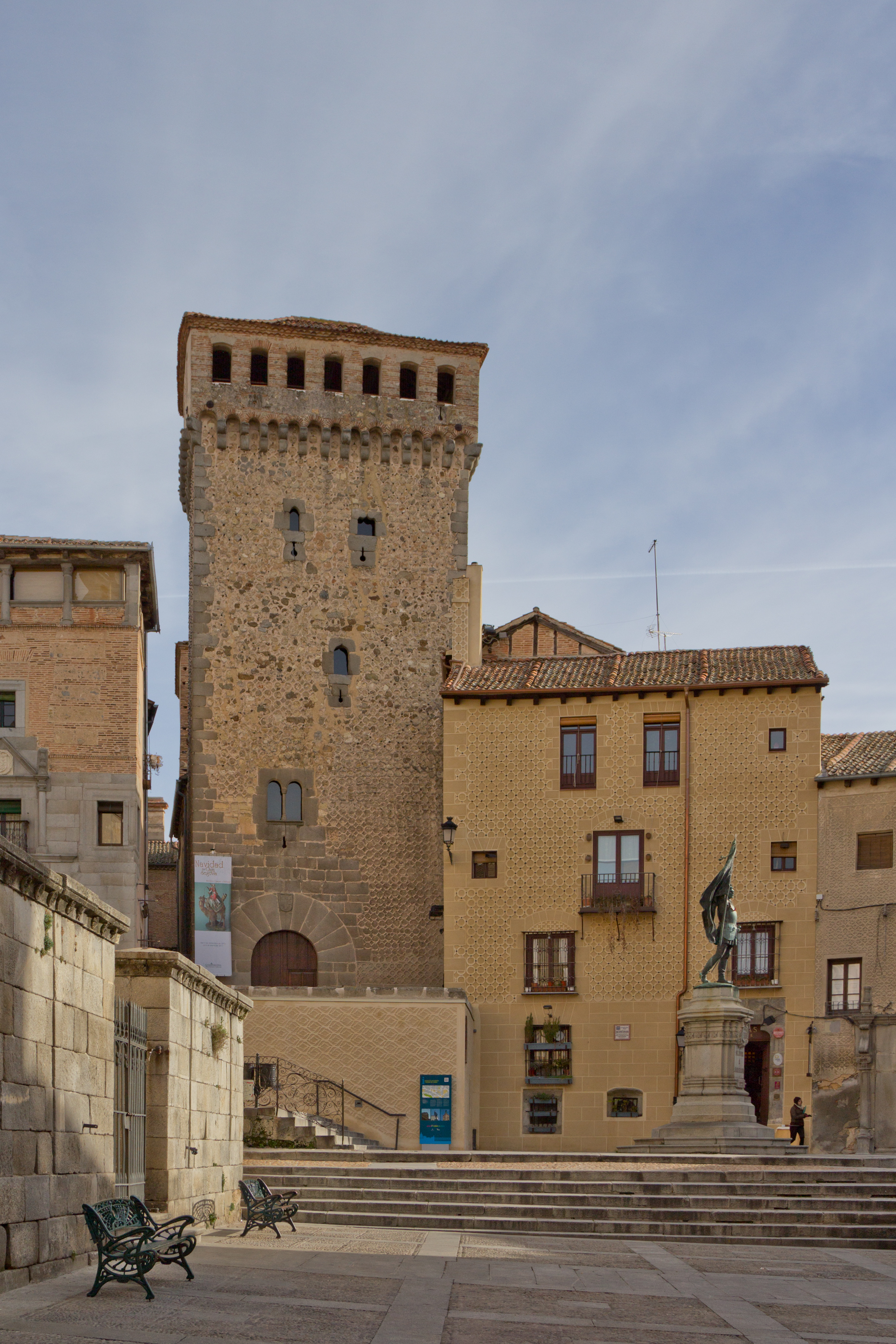
Ensemble monumental de la place de San-Martin, avec le Torreón de Lozoya, la Casa de Bornos, la Casa de Solier, et le monument à Juan Bravo.

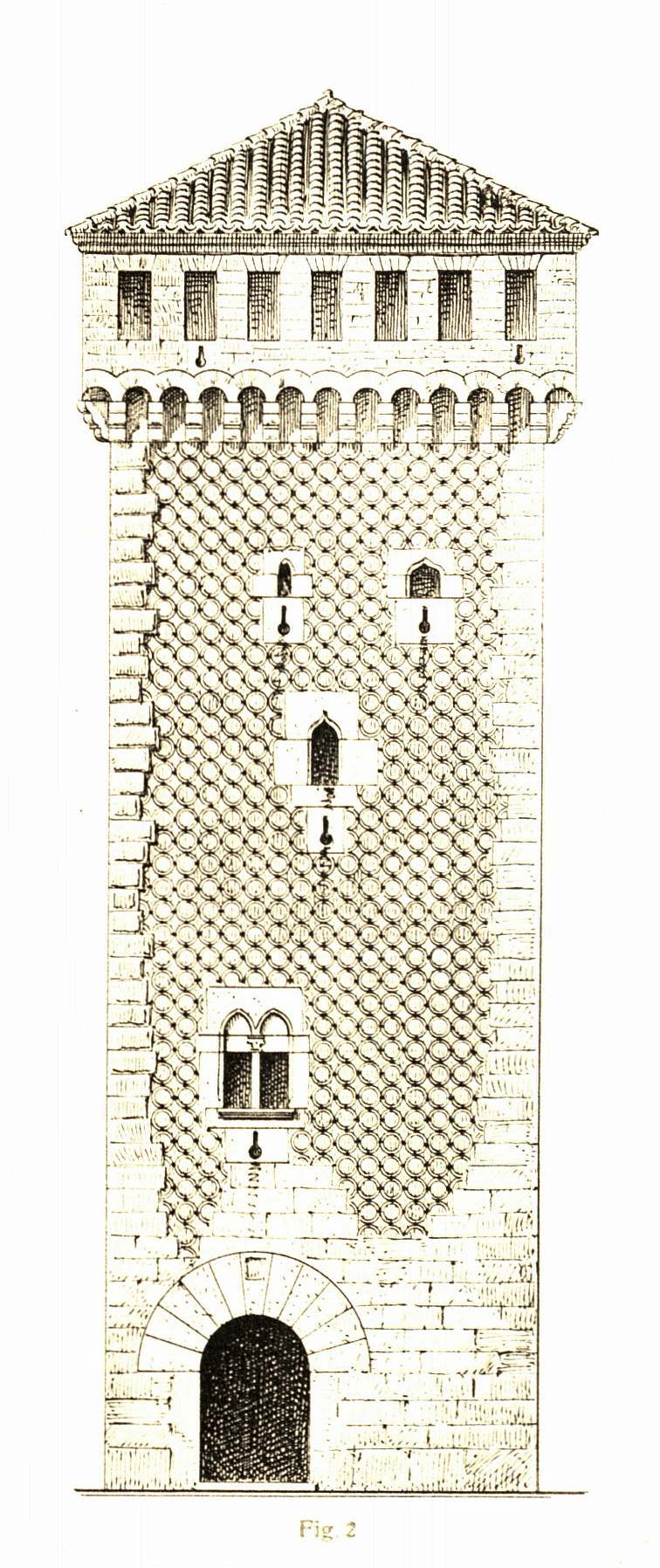
Dessin de Constantin Uhde, pendant son voyage en 1888-1889, dans Baudenkmäler in Spanien und Portugal, publié à Berlin en 1892.

Le Torreón de Lozoya est une maison-tour médiévale située sur la place San-Martin à Ségovie (Espagne). Depuis des fins des années 1960 il a hébergé des dépendances de la Caisse d'épargne et Mont de piété de Ségovie, le local social de Caja Ségovia et après sa Fondation,.

## Architecture et histoire
Ainsi appelé par le nom de la dernière famille ségovienne l'ayant habité, le bâtiment contient des restes d'un « caldarium » romain. L'ensemble date des xv et xvie siècles, de style gothique. Le premier propriétaire documenté a été le secrétaire de Philippe II, Francisco de Eraso,.

### Restauration
En 1968 l'édifice - acquis par la Caisse d'épargne de Ségovie - a été rénové, une partie de l'espace étant consacré à des expositions. Les salles de l'ancien palais occupent une surface de 361 m², plus celles de 185 m² des salles des anciennes écuries. Une salle de 90 places est aménagée et accueille des évènements divers, comme la foire nationale d'Artisanat ou le Salon des Antiquaires.

## Source de traduction
- (es) Cet article est partiellement ou en totalité issu de l’article de Wikipédia en espagnol intitulé « Torreón de Lozoya » (voir la liste des auteurs).